# 東太平洋鬚鰃
東太平洋鬚鰃為輻鰭魚綱鬚鰃目鬚鰃科的其中一種，分布於東南太平洋海域，棲息深度可達300公尺，體長可達19.7公分，棲息在泥底質海域。